# Србија на Европском првенству у атлетици за јуниоре 2007.
Србија је учествовала на 19. Европском првенству за јуниоре 2007. одржаном у Хенгелоу Холандија, од 19. до 22. јула. Репрезентацију Србије на њеном првом учешћу на европским првенствима за јуниоре од 2006. године од када Србија учествује самостално под овим именом, представљало је 12 спортиста (5 јуниора и 7 јуниорки), који су се такмичили у 12 дисциплина (5 мушке и 7 женске).
На овом првенству Србиј није освојила ниједну медаљу. У табели успешности према броју и пласману такмичара који су учествовали у финалним такмичењима (првих 8 такмичара) Србија је са 3 учесника у финалу делила 25 место са 9 бодова.
| Плас. | Земља  | 1. место | 2. место | 3. место | 4. место | 5. место | 6. место | 7. место | 8. место | Бр. финал. - Бод. |
| ----- | ------ | -------- | -------- | -------- | -------- | -------- | -------- | -------- | -------- | ----------------- |
| 25.   | Србија | -        | –        | -        | -        | 2–8      | –        | –        | 1-1      | 3-9               |

## Учесници
| Јуниори: - Роберт Мучи — 400 м - Милош Марковић — Бацање кугле, Бацање диска - Кристијан Ковач — Бацање копља - Михаил Дудаш — Десетобој - Слободан Матијевић — Десетобој | Јуниорке: - Наташа Лаћарачки — 100 м, 200 м - Богдана Мимић — 1.500 м - Азра Еминовић — 1.500 м, 3.000 м - Ивана Шпановић — Скок удаљ - Марина Војиновић — Бацање кугле - Ана Зоговић — Бацање кугле - Александра Белић — Бацање копља |  |

## Резултати

### Јуниори
| Атлетичар       | Дисциплина   | Лични рекорд | Квалификације | Квалификације | Полуфинале   | Полуфинале | Финале                | Финале       | Детаљи |
| Атлетичар       | Дисциплина   | Лични рекорд | Резултат      | Место         | Резултат     | Место      | Резултат              | Место        | Детаљи |
| --------------- | ------------ | ------------ | ------------- | ------------- | ------------ | ---------- | --------------------- | ------------ | ------ |
| Роберт Мучи     | 400 м        | 47,59        | 47,69 КВ      | 1. у гр. 2    | 47,97 кв     | 4. у гр. 2 | 48,05                 | 8 / 26       |        |
| Милош Марковић  | бацање кугле | 18,93        | 17,84         | 13.           |              |            | Нису се квалификовали | 13 / 26 (27) |        |
| Милош Марковић  | бацање диска | 54,28        | 48,79         | 28.           | 28 / 31 (32) |            | Нису се квалификовали |              |        |
| Кристијан Ковач | бацање копља | 69,64        | 62,55         | 23.           | 23 / 26      |            | Нису се квалификовали |              |        |

#### Десетобој
| Дисциплина    | Михаил Дудаш | Михаил Дудаш | Михаил Дудаш | Михаил Дудаш | Михаил Дудаш | Михаил Дудаш |
| Дисциплина    | Лич. рек.    | Резултат     | Бод.         | Плас.        | Укупно       | Плас.        |
| ------------- | ------------ | ------------ | ------------ | ------------ | ------------ | ------------ |
| 100 м         |              | 11,03        | 854          | 7.           | 854          | 7.           |
| Скок удаљ     |              | 7,01         | 816          | 7.           | 1.670        | 8.           |
| Бацање кугле  |              | 13,47        | 696          | 12.          | 2.366        | 8.           |
| Скок увис     |              | 1,92         | 731          | 7.           | 3.097        | 7.           |
| 400 м         |              | 49,77        | 825          | 5.           | 3.922        | 6.           |
| 110 м препоне |              | 15,46        | 795          | 16.          | 4.717        | 9.           |
| Бацање диска  |              | 35,60        | 576          | 18.          | 5.293        | 11.          |
| Скок мотком   |              | 4,10         | 645          | 18.          | 5.938        | 11.          |
| Бацање копља  |              | 44,63        | 510          | 19.          | 6.448        | 17.          |
| 1500 м        |              | 4:49,17      | 624          | 13.          | 7.072        | 15.          |
| Десетобој     |              |              |              |              | 7.072        | 15 / 20 (22) |

| Дисциплина    | Слободан Матијевић | Слободан Матијевић | Слободан Матијевић | Слободан Матијевић | Слободан Матијевић | Слободан Матијевић |
| Дисциплина    | Лич. рек.          | Резултат           | Бод.               | Плас.              | Укупно             | Плас.              |
| ------------- | ------------------ | ------------------ | ------------------ | ------------------ | ------------------ | ------------------ |
| 100 м         |                    | 11,26              | 804                | 12.                | 804                | 12.                |
| Скок удаљ     |                    | 6,78               | 762                | 13.                | 1.566              | 13.                |
| Бацање кугле  |                    | 12,11              | 613                | 21.                | 2.179              | 19.                |
| Скок увис     |                    | 1,92               | 731                | 10.                | 2.910              | 18.                |
| 400 м         |                    | 52,99              | 682                | 22.                | 3.592              | 22.                |
| 110 м препоне |                    | 16,16              | 715                | 19.                | 4.307              | 20.                |
| Бацање диска  |                    | 38,17              | 627                | 16.                | 4.934              | 19.                |
| Скок мотком   |                    | 4,20               | 673                | 16.                | 5.607              | 19.                |
| Бацање копља  |                    | 46,93              | 543                | 17.                | 6.150              | 18.                |
| 1500 м        |                    | 5:16,85            | 467                | 20                 | 6.617              | 19.                |
| Десетобој     |                    |                    |                    |                    | 6.617              | 19 / 20 (22)       |

### Јуниорке
| Атлетичарка      | Дисциплина   | Лични рекорд | Квалификације      | Квалификације      | Полуфинале            | Полуфинале            | Финале                | Финале       | Детаљи |
| Атлетичарка      | Дисциплина   | Лични рекорд | Резултат           | Место              | Резултат              | Место                 | Резултат              | Место        | Детаљи |
| ---------------- | ------------ | ------------ | ------------------ | ------------------ | --------------------- | --------------------- | --------------------- | ------------ | ------ |
| Наташа Лаћарачки | 100 м        | 12,35        | 12,25              | 6. у гр. 2         | Није се квалификовала | Није се квалификовала | Није се квалификовала | 29 / 33      |        |
| Наташа Лаћарачки | 200 м        | 25,57        | 25,00              | 4. у гр. 2         | Није се квалификовала | Није се квалификовала | Није се квалификовала | 19 / 22 (24) |        |
| Богдана Мимић    | 1.500 м      |              |                    |                    |                       |                       | 4:24,23 ЛР            | 5 / 11 (13)  |        |
| Азра Еминовић    | 1.500 м      | 4:15,77      | Није завршила трку | Није завршила трку |                       |                       |                       |              |        |
| Азра Еминовић    | 3.000 м      | 9:17,90      | 9:40,42 ЛРС        | 12 / 15            |                       |                       |                       |              |        |
| Ивана Шпановић   | скок удаљ    | 6,78         | 6,24               | 2.                 |                       |                       | 6,22                  | 5 / 20 (22)  |        |
| Марина Војиновић | бацање кугле | 15,35        | 14,69 кв           | 10.                | 14,26                 | 11 / 20               |                       |              |        |
| Ана Зоговић      | бацање кугле |              | 13,23              | 19.                | Нису се квалификовале | 19 / 20               |                       |              |        |
| Александра Белић | бацање копља | 50,34        | 45,60              | 19.                | Нису се квалификовале | 19 / 22               |                       |              |        |